# Deutsche Vereinigung Morbus Bechterew
Die Deutsche Vereinigung Morbus Bechterew e. V. Bundesverband ist eine Selbsthilfeorganisation von Patienten mit Spondylitis ankylosans (Morbus Bechterew) oder verwandten entzündlichen Wirbelsäulenerkrankungen (Spondyloarthritiden) mit dem Ziel, die gemeinsamen Interessen der Patienten zu wahren und die Durchsetzung derselben zu fördern. Sie hat ihren Sitz in Schweinfurt und ist dort in das Vereinsregister des Amtsgerichts eingetragen. Die DVMB gliedert sich in örtliche Gruppen, Landesverbände und den Bundesverband.
Der Verein wurde 1980 auf Initiative von Herbert Hümmer in Schweinfurt gegründet und wird ausschließlich von Betroffenen organisiert. Mit über 16.000 Patienten- und Fördermitgliedern gehört sie zu den größten Patientenorganisationen in Deutschland. Die gemeinnützige Organisation wird von einem achtköpfigen ehrenamtlichen Vorstand geführt. Vorsitzender war bis zur Bundesdelegiertenversammlung am 16. und 17. Juni 2012 Franz Gadenz, seitdem ist es Peter Hippe, Geschäftsführer ist Ludwig Hammel.
Der Verein will helfen, mit der Erkrankung leben zu lernen und einen Platz in der Gesellschaft einzunehmen und zu vertreten. Sie will durch Bewegungsangebote vorhandene Beweglichkeit erhalten und Verschlechterung oder gar Einsteifung vorbeugen sowie zur Durchführung der erlernten Übungen zu Hause motivieren. Der Verein will informieren, beraten, schulen und so Patienten zu Experten aus eigener Betroffenheit werden lassen. Sie will durch Begegnung den Erfahrungsaustausch unter Betroffenen fördern und eine Isolation vermeiden.

## Ziele
Der Verein bezweckt im Besonderen:
- zur Verbesserung der körperlichen und seelischen Gesundheit, der Lebenstüchtigkeit sowie der Arbeits- und Erwerbsfähigkeit der Betroffenen beizutragen, insbesondere Betroffene im Frühstadium ihrer Erkrankung besonders zu fördern;
- Informationen über medizinische, sozial- und versicherungsrechtliche Fragen zu vermitteln sowie in Fällen, die mit der Erkrankung in Zusammenhang stehen, die Mitglieder und deren Angehörige zu beraten;
- den Erfahrungsaustausch unter den Betroffenen sowie freundschaftliche Beziehungen zu vermitteln und das Zusammengehörigkeitsgefühl zu stärken;
- die Interessen der Betroffenen allein und gemeinsam mit ähnlichen Selbsthilfe- und Behindertenorganisationen gegenüber der Gesellschaft und dem Gesetzgeber zu vertreten;
- die Zusammenarbeit mit Ärzten, Therapeuten, Vereinigungen ähnlicher Art sowie mit Organisationen des Sozial- und Gesundheitswesens zu pflegen;
- die wissenschaftliche Erforschung der Erkrankung zu fördern und die Forschungsergebnisse den Betroffenen bekannt zu machen.

## „Herbert-Hümmer-Medienpreis“ für Publikumsjournalisten
Der Verein schreibt Journalistenpreise aus, der im Juni 2014 verliehen wird.
Der Preis wird in den Kategorien Print/Online sowie Hörfunk/Fernsehen vergeben und ist jeweils mit 2.500 Euro dotiert. Es werden journalistische Arbeiten gewürdigt, in denen die Thematik Morbus Bechterew und deren Betroffene abgehandelt wird. Ziel dieses Preises ist, die öffentliche Wahrnehmung und das Bewusstsein gegenüber Morbus Bechterew zu sensibilisieren und außerordentliches, journalistisches Engagement sowie hervorragende Medienbeiträge auszuzeichnen.
Die Prämierung der Beiträge des Medienpreises 2014 übernimmt eine unabhängige Jury bestehend aus:
- Jürgen Braun, Ärztlicher Direktor, Rheumazentrum Ruhr, Herne
- Anja Rech, Hubert Burda Media, Content Agency Medizin
- Edith Heitkämper, NDR-Fernsehen, Redaktion Visite
- Rudolf Neumaier, Süddeutsche Zeitung, CvD Redaktion Feuilleton
- Ulla Schmidt MdB, Bundesgesundheitsministerin a. D.
- Gudrun Schaich-Walch, Parl. Staatssekretärin a. D. (Bundesgesundheitsministerium), Sprecherin der AG Gesundheit und Soziale Sicherheit im Managerkreis der Friedrich-Ebert-Stiftung, Berlin
- Erdoğan Atalay, Drehbuchautor und Fernsehschauspieler
- Ludwig Hammel, Geschäftsführer DVMB, Morbus-Bechterew-Patient

Preisträger 2006:
- Emily Paersch mit „Die Rückkehr des geraden Blicks“, veröffentlicht am 6. Juni 2006 im Wochenend-Magazin der Rhein Main Presse
- Carola Welt + Team mit „Entzündlicher Rückenschmerz“, veröffentlicht am 27. Juni 2006 in der rbb-Sendung „Quivive“

Preisträger 2011:
- Anna-Lena Roth mit „Die Wieder-Auferstehung“, veröffentlicht am 17. Oktober 2010 auf Spiegel online
- Antje Büll mit „Patientengeschichte Morbus Bechterew“, gesendet am 31. März, 7. April und 14. April 2009 in der Sendung „Visite“ im NDR Fernsehen

## Mitgliederzeitschrift
Ein Beitrag zur „Kompetenz“ der Patienten und damit zur Krankheitsbewältigung ist die Mitgliederzeitschrift „Morbus-Bechterew-Journal“, die von Patienten herausgegeben wird. Sie erschien (damals noch unter dem Namen „Bechterew-Brief“) erstmals im Juni 1980 gleich nach der Vereinsgründung und informiert seither vierteljährlich alle DVMB-Mitglieder u. a. über neue medizinische und psychologische Ergebnisse (oft durch Übersetzungen wichtiger Aufsätze aus dem Englischen oder Übertragung wissenschaftlicher Aufsätze ins Patientendeutsch), über Neues aus dem Sozialrecht, über Erfahrungen von Mitpatienten beim Leben mit der Krankheit und über Aktivitäten in den Landesverbänden und Gruppen.

## Mitgliedschaften
- Deutscher Paritätischer Wohlfahrtsverband
- Bundesarbeitsgemeinschaft Selbsthilfe e. V.
- Deutsche Rheuma-Liga Bundesverband e. V.
- Ankylosing Spondylitis International Federation (ASIF)

## Schwesterorganisationen im deutschsprachigen Raum
- Schweizerische Vereinigung Morbus Bechterew
- Österreichische Vereinigung Morbus Bechterew